# Чень Юйсі
Чень Юйсі (кит.: 陈芋汐, нар. 11 вересня 2005) — китайська стрибунка у воду, олімпійська чемпіонка та срібна призерка Олімпійських ігор 2020 року, чемпіонка світу.

## Виступи на Олімпіадах
| Олімпіада  | Дисципліна                 | Місце |
| ---------- | -------------------------- | ----- |
| Токіо 2020 | вишка, 10 метрів           | 2     |
| Токіо 2020 | синхронна вишка, 10 метрів | 1     |